# Mesembryanthemum quartziticola
Mesembryanthemum quartziticola är en isörtsväxtart som beskrevs av Klak. Mesembryanthemum quartziticola ingår i Isörtssläktet som ingår i familjen isörtsväxter. Inga underarter finns listade i Catalogue of Life.